# Parota Quemada
Parota Quemada är en ort i Mexiko.   Den ligger i kommunen Xochistlahuaca och delstaten Guerrero, i den sydöstra delen av landet, 300 km söder om huvudstaden Mexico City. Parota Quemada ligger 366 meter över havet och antalet invånare är 120.
Terrängen runt Parota Quemada är kuperad. Runt Parota Quemada är det ganska glesbefolkat, med 50 invånare per kvadratkilometer. Närmaste större samhälle är Tlacoachistlahuaca, 8,6 km väster om Parota Quemada. Omgivningarna runt Parota Quemada är en mosaik av jordbruksmark och naturlig växtlighet.